# 황산산 (타이완)
황산산(중국어 정체자: 黃珊珊, 병음: Huáng Shānshān, 1969년 10월 18일 ~ )은 타이완의 정치인, 법학자이다. 대학시절 예릴리 학생운동에 참여했고, 졸업 후 변호사로 활동했으며, 6대 동안 타이베이시 의원, 타이베이시 부시장을 역임했다.